# Dmitri Nikolajewitsch Jatschanow
Dmitri Nikolajewitsch Jatschanow (russisch Дмитрий Николаевич Ячанов; * 17. April 1972 in Kasan) ist ein russischer Eishockeytorwart, der zuletzt beim HK WMF Sankt Petersburg in der Wysschaja Liga spielte.

## Karriere
Dmitri Jatschanow begann seine Karriere 1989 bei Sokol Nowotscheboksarsk. Von 1990 bis 2003 spielte er, mit einer Unterbrechung in der Saison 1991/92, als er von Toros Neftekamsk verpflichtet wurde, für Ak Bars Kasan. In der Saison 2003/04 spielte er bei Torpedo Nischni Nowgorod. Die Saison 2004/05 verbrachte er bei Neftjanik Almetjewsk. Danach wurde Jatschanow von Krylja Sowetow Moskau für zwei Spielzeiten verpflichtet. Bei seinem letzten Verein SKA Sankt Petersburg stand der Russe ab 2007 unter Vertrag. 2010 wurde er nach einer Verletzung in deren Farmteam abgeschoben, zum HK WMF Sankt Petersburg.

## Erfolge und Auszeichnungen
- 1998 Russischer Meister mit Ak Bars Kasan
- 2000 Russischer Vizemeister mit Ak Bars Kasan
- 2002 Russischer Vizemeister mit Ak Bars Kasan
- 2009 Geringster Gegentorschnitt der KHL-Hauptrunde